# José de Aquino Pereira
Dom José de Aquino Pereira (Andrães, 22 de abril de 1920 — São José do Rio Preto, 17 de novembro de 2011) foi um bispo católico português radicado no Brasil. Foi o primeiro bispo das dioceses de Dourados e Presidente Prudente e o segundo bispo de São José do Rio Preto.

## Vida e obra
Dom José nasceu em 22 de abril de 1920 no distrito de Vila Real, Trás-os-Montes, em Portugal, filho de Manuel de Aquino Pereira e Maria do Rosário Pereira. Ingressou no Seminário em Vila Real em 1931. Mudou-se para o Brasil em 1938, matriculando-se no Seminário Central do Ipiranga em São Paulo. Ordenado sacerdote em São Carlos em 1944, foi nomeado bispo de Dourados em 1958.
Em 1960, o Papa João XXIII o nomeou para a diocese de Presidente Prudente e em maio de 1968, o Papa Paulo VI o nomeou bispo da diocese de São José do Rio Preto. Dom José assumiu a diocese em tempos difíceis e de mudanças trazidas pelo Concílio Vaticano II. Decidiu criar e instalar o Seminário Maior Diocesano Sagrado Coração de Jesus em 1975, com apenas cinco seminaristas maiores e o apoio da Diocese de Pavia, na Itália.
O prédio velho foi reformado. À medida que os compromissos financeiros iam sendo saldados, Dom José recuperava e fortalecia o patrimônio do Seminário. Reformou o Palácio Episcopal e começou a construção da nova catedral. Quando Dom José tomou posse, a diocese de São José do Rio Preto possuía 38 paróquias. A cidade de São José do Rio Preto, por sua vez, tinha sete paróquias e aproximadamente 150 mil habitantes. Em 1995, quando Dom José colocou o cargo à disposição da Santa Sé, a cidade contava com 21 paróquias e cerca de 320 mil habitantes, enquanto que na diocese havia 79 paróquias.
Com a renúncia aceita pelo Papa João Paulo II, Dom José foi nomeado Administrador Diocesano até a posse do novo bispo, que ocorreu no dia 1 de maio de 1997. Dom José de Aquino Pereira continuou residindo em São José do Rio Preto, prestando serviços à comunidade.
Faleceu em 17 de novembro de 2011, dia litúrgico de Santa Isabel da Hungria, aos 91 anos de idade, no Hospital da Beneficência Portuguesa, em São José do Rio Preto, após sofrer uma broncopneumonia bilateral no dia 30 de outubro desse mesmo ano.
Pela imposição de suas mão, foi sagrante principal de Dom Orani João Tempesta,Ocist.